# کایود اودجایی
کایود اودجایی (انگلیسی: Kayode Odejayi؛ زادهٔ ۲۱ فوریهٔ ۱۹۸۲) بازیکن فوتبال اهل نیجریه است.
از باشگاه‌هایی که او در آن بازی کرده‌، می‌توان به باشگاه فوتبال بارنزلی، باشگاه فوتبال فارست گرین راورز، باشگاه فوتبال ترانمره راورز، باشگاه فوتبال چلتنهام تاون، باشگاه فوتبال کولچستر یونایتد، باشگاه فوتبال روترهام یونایتد، باشگاه فوتبال اسکانتورپ یونایتد، باشگاه فوتبال آکرینگتون استنلی، باشگاه فوتبال استوک‌پورت کانتی و باشگاه فوتبال بریستول سیتی اشاره کرد.
او همچنین در تیم ملی فوتبال نیجریه بازی کرده‌است.